# Mariavalls kloster

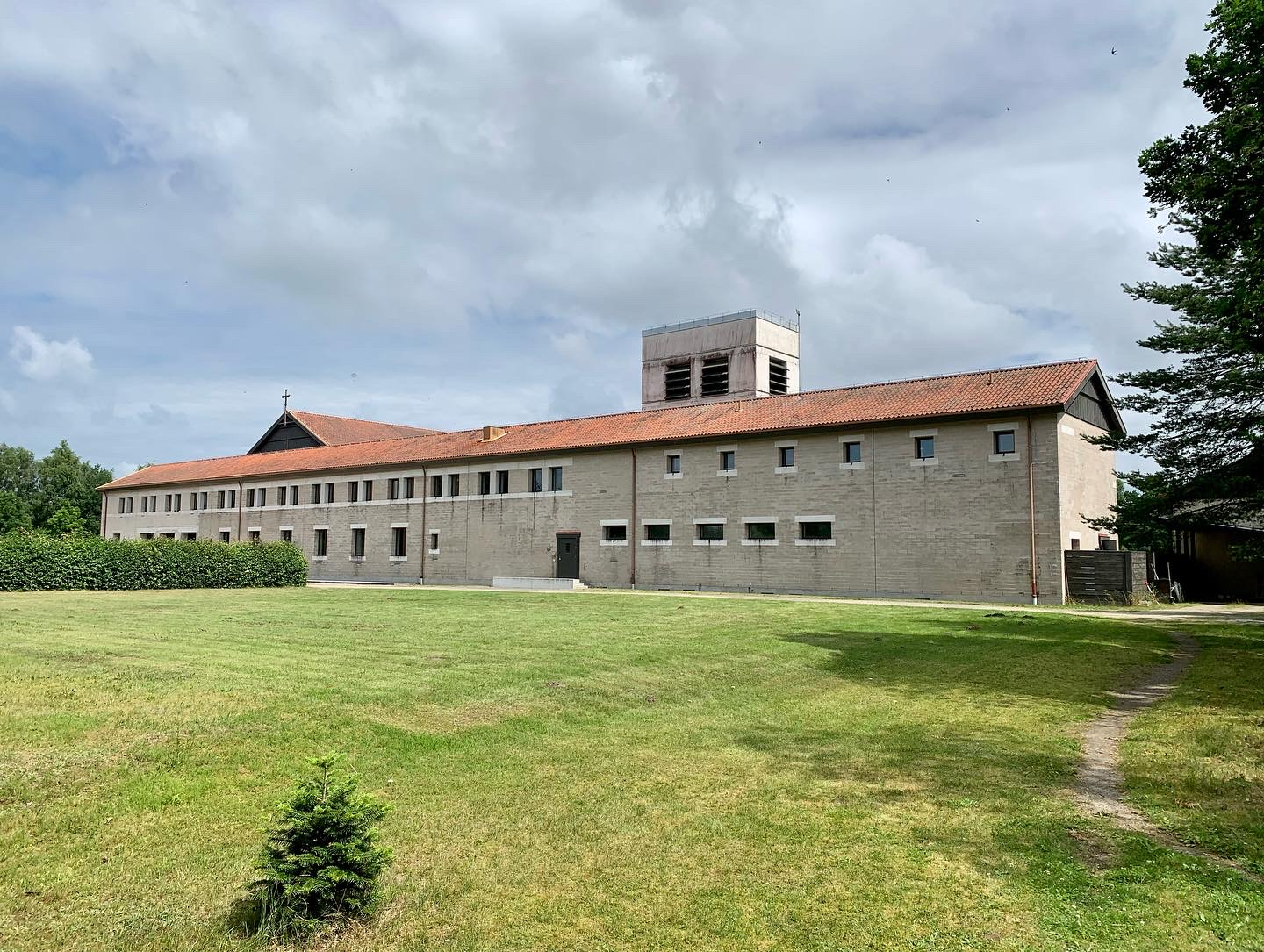
Mariavalls kloster.

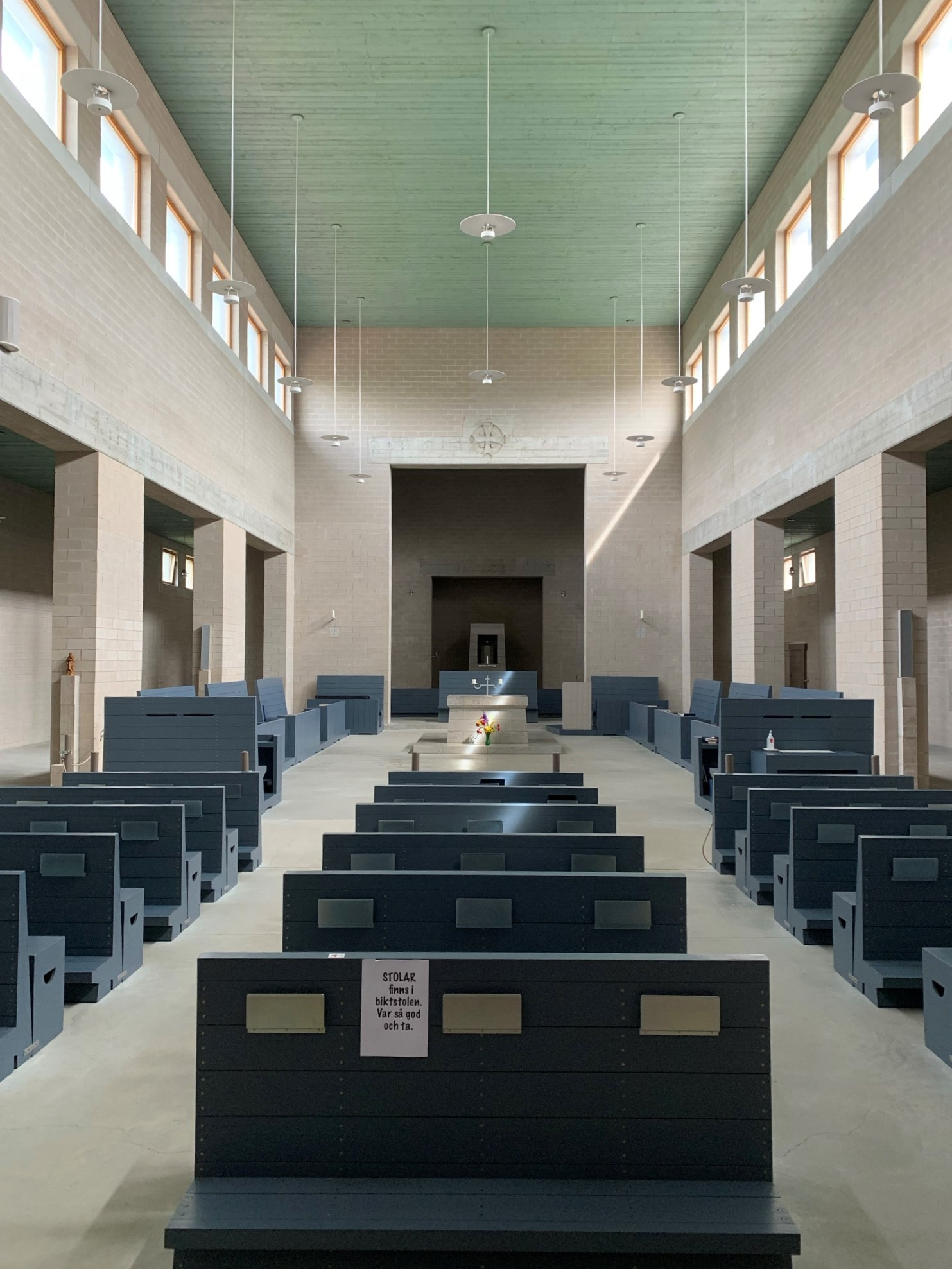
Kyrkan i Mariavall.

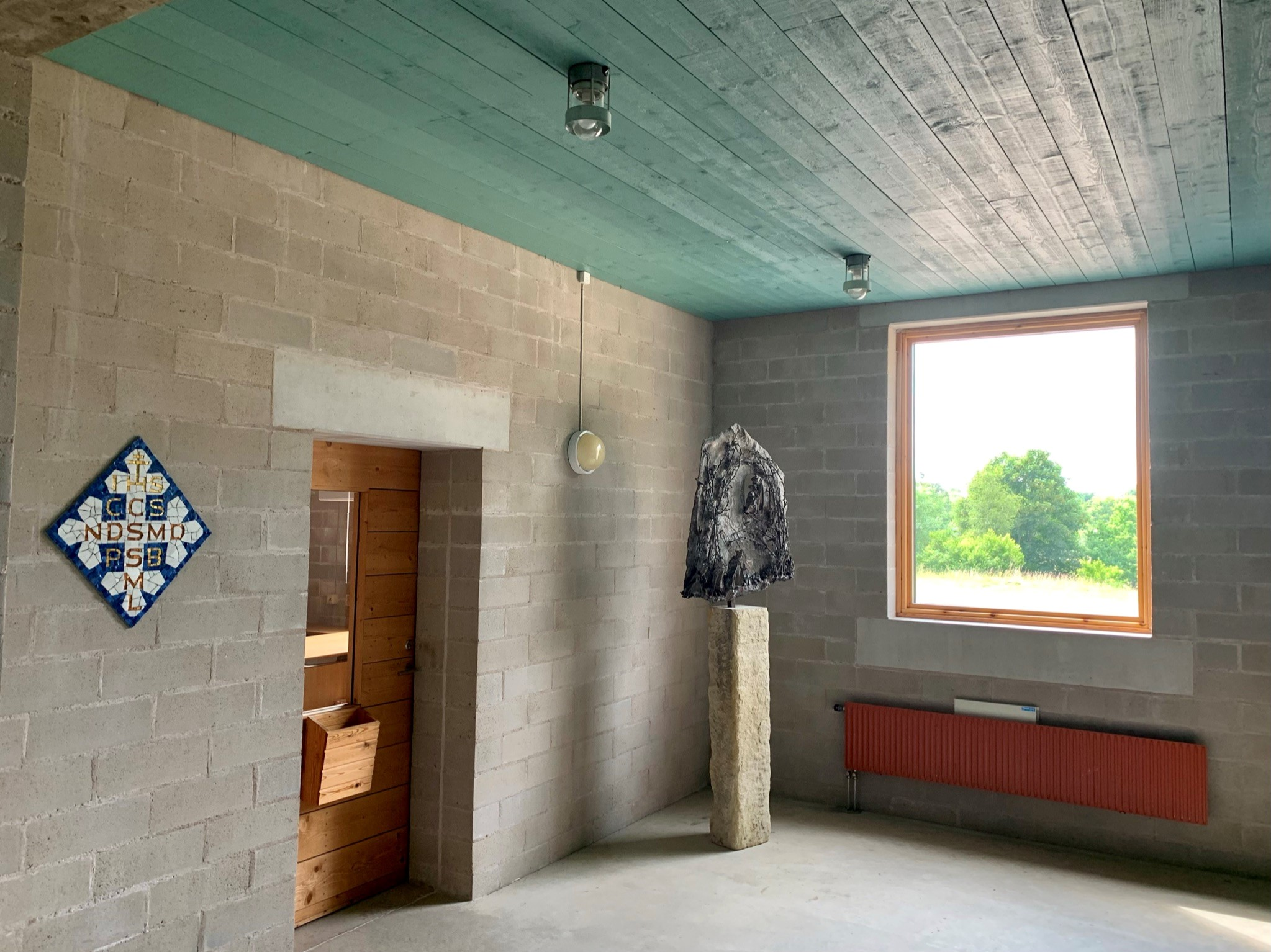
Interiör, vid entrén till Mariavall.

Mariavall, Jesu Moder Marias Kloster, är ett katolskt benediktinerkloster för nunnor inom katolska kyrkan i Sverige, beläget i Fågeltofta socken i Tomelilla kommun på Österlen i Skåne.
Mariavall är ritat av benediktinermunken Hans van der Laan och invigdes 1991. Klosterkyrkan invigdes 1995. Sedan 6 mars 2016 är Moder Christa klostrets abbedissa. Klostret driver bland annat gästverksamhet, ett bokbinderi och en bokhandel.

## Historik
Mariavalls kloster har sitt upphov i Jesu Moder Marias Systerskap, en kommunitet som bildades 1957 av Magda Wollter och andra kvinnor inom Svenska kyrkan. De bodde tillsammans i en villa i Malmö. 1960 anslöt sig Tyra Antonia Andersson till gemenskapen och 1964 valde systrarna henne till priorinna. Systrarna blev fler, villan blev trångbodd och 1969 flyttade man till ett nedlagt ålderdomshem i Östra Sönnarslöv i Kristianstads kommun. 1983 konverterade de då åtta nunnorna till Katolska kyrkan. De hade då levt efter  benediktinerordens klosterregel sedan 1964.
Även klostret i Östra Sönnarslöv blev för litet. Greve Erik Sparre på Kronovalls slott i Tomelilla kommun skänkte mark så ett nytt och större kloster skulle kunna uppföras. 1986 besökte moder Tyra Antonia klostret Sint Benedictusberg i Vaals i Nederländerna, ett kloster som delvis var ritat av arkitekten och benediktinermunken Hans van der Laan (1904–1991). Moder Tyra Antonia tyckte mycket om vad hon såg och gav van der Laan i uppdrag att rita ett kloster för hennes gemenskap. Han gjorde en huvudskiss, men resten av arbetet utfördes sedan av brorsonen Rik van der Laan och den i Sverige verksamme arkitekten Rudi de Bruin.    
Av ekonomiska skäl byggdes klostret Mariavall i etapper. Den första och största delen invigdes 14 september 1991, tre veckor efter Hans van der Laans död. 1995 kunde också klosterkyrkan invigas.   
Moder Tyra Antonia ledde verksamheten ända till 2016 även om hennes titel 2007 ändrades till abbedissa sedan Ordenskongregationen i Rom beslutat att klostret skulle bli ett abbedi. Hon efterträddes 2016 av Moder Christa (Ylva Christa Claesson).   

## Arkitektur

### Hans van der Laan
Den nederländske arkitekten och benediktinermunken Hans van der Laan (1904–1991) färdigställde bara 4–5 byggnader som arkitekt men har haft stor betydelse som arkitekturteoretiker. Hans bok Architectonic space har använts på arkitektskolor i flera länder. Mått, enkelhet och proportioner är centrala teman i Benedikts klosterregel och dessa begrepp präglar också van der Laans arkitektur, inte minst när det gäller Mariavall. Han utarbetade ett eget måttsystem med något han kallade de plastiska talen, en talserie som börjar 5-7-9-12-16-21-28-37. Var man än börjar i serien, är det fjärde talet lika med summan av de båda första. Det byggde på klassisk arkitektur och människans förmåga att uppfatta och uppskatta ytors och objekts förhållanden till varandra, liknande tonernas förhållanden till varandra i musiken. Om proportionerna var de rätta behövdes ingen utsmyckning för att skapa harmoni.
Men även om han utarbetade matematiska formler var han medveten om att allt inte kunde fångas i dem och han bröt själv mot sina regler ibland. Han föredrog byggmaterial i standardstorlekar framför specialtillverkad material även om han därmed avvek från de plastiska talen. Han eftersträvade enkelhet och lät ofta betong- och träytor vara obehandlade, alltså en sorts brutalism.

### Mariavall
Grundskissen till Mariavall gjordes av Hans van der Laan. För detaljutformning och byggledning svarade Rik van der Laan och Rudi de Bruin. De arbetade i nära samverkan med beställaren, företrädda av Moder Tyra Antonia och Syster Laurentia. Ritningarna granskades av Hans van der Laan, omarbetades etc. tills alla var nöjda. NCC och Thage Anderssons Byggnads AB fick i uppdrag att uppföra byggnaden som bekostades av donationer från Tyskland och lån från Stockholms katolska stift.
I Benedikts klosterregel finns anvisningar för hur ett kloster ska vara utformat. Det inre och det yttre – andligt och materiellt – samverkar. Varje funktion har sitt rum, dubbelutnyttjande undviks. Cellerna ligger i ovanvåningen, de gemensamma utrymmena i bottenvåningen och arbetsrum finns i källare, allt enligt regeln.
Klostret är stort, 8 000 m². Det är byggt av sandstensgrå betongsten i två våningar och källare, fyra längor kring en inre gård med en stor gräsmatta. Den norra längan utgörs av kyrkan, invigd 1995. Från början var det tänkt att ett särskilt annex för gästerna skulle byggas i sydväst, men det har inte blivit av. Proportionerna har vägletts av Hans van der Laans plastiska tal. Fönsternas storlek står i proportion till väggarnas tjocklek, rummens bredd och husets längd etc. Naturliga material som trä, sten och metall har använts, oftast helt obehandlade. Några innertak är turkosfärgade, några trämöbler är målade i blått, textilier har diskreta färger men annars finns inte många detaljer som drar uppmärksamheten till sig.
Det finns ett tjugotal nunneceller och nio gästrum. Varje cell och gästrum har egen toalett och dusch. I klostret finns ett stort bibliotek för systrarna med 25 000 böcker (1995), både fackböcker och skönlitteratur, och ett mindre bokrum för gästerna.

## Klosterliv
Den som vill bli nunna börjar som postulant och fortsätter som novis. 2007 fanns två noviser på Mariavall. Under denna prövotid lär man sig mer om klosterlivet och kan känna efter om man vill fortsätta som nunna. Efter sex år är man beredd att avge det livslånga klosterlöftet. Det kan ändå hända att man senare märker att man förändrats och därför tvingas att bryta sitt löfte. Syster Lioba, Camilla Sundberg, levde sex år som nunna på Mariavall, men kände att tillvaron blev alltför begränsad och att hon var tvungen att lämna klosterlivet. ”Jag har fått stöd i mitt beslut av min abbedissa, terapeut, familj och vänner. Det är en sorgeprocess som jag ännu inte landat i helt i, vilket kan liknas med ett uppbrott från ett långt äktenskap.”
På Mariavall lever 17 systrar (2012). Det kända mottot Ora et labora = Bed och arbeta beskriver benediktinernas tillvaro även om sentensen inte ingår klosterregeln. Till bönen hör tidegärden sju gånger varje dag, mässa som ofta leds av en prästvigd broder från Den Helige Benedictus kloster i närheten samt enskild kontemplation och läsning. Klosterregeln ger struktur åt dagen med fasta tider för bön och mässa.
| Vardag       | Vardag          | Söndag/helgdag | Söndag/helgdag         |
| ------------ | --------------- | -------------- | ---------------------- |
| 06.00– 09.00 | Frukost         | 05.30– 09.00   | Frukost                |
| 06.00        | Matutin         | 05.30          | Matutin                |
| 07.00        | Laudes          | 07.00          | Laudes                 |
| 07.40        | Mässa, Ters     | 08.00          | Ters                   |
|              | Arbete          | 10.30          | Mässa                  |
| 12.00        | Sext            | 12.30          | Middag                 |
|              | Middag          | 13.00          | Non                    |
|              | Arbete          |                | Fri tid för läsning mm |
| 15.00        | Non             | 17.30          | Vesper                 |
|              | Eftermiddagsmål | 19.00          | Kvällsmat              |
| 15.30        | Andlig läsning  |                | Rekreation             |
| 17.00        | Vesper          | 20.30          | Completorium           |
|              | Arbete          |                | [ 13 ]                 |
| 19.00        | Kvällsmat       |                | [ 13 ]                 |
|              | Rekreation      |                | [ 13 ]                 |
|              | Arbete          |                | [ 13 ]                 |
| 20.30        | Completorium    |                | [ 13 ]                 |

Arbetet består bland annat av gästhemsverksamhet, bokbinderi, bokhandel, ikonverkstad och trädgårds- och skogsskötsel. Man har tidigare haft ett bageri som försåg hela Skandinavien med oblater.
Klosterregeln framhäver vikten av tystnad och stillhet. Måltiderna sker under tystnad, endast en nunna tillåts tala och det är hon som under varje måltid läser högt ur en bok, men efter kvällsmålet samtalar man med varandra om vad som hänt under dagen på klostret eller i världen. Man har dagstidningar och tillgång till internet. Efter completorium på kvällen råder tystnad fram till niotiden nästa morgon.
Kloster kan vara mer eller mindre utåtriktade i sin verksamhet. Mariavall välkomnar gäster men verksamheten är mer sluten än vissa andra kommuniteters. ”Vårt bidrag är att vi, bara genom vår existens, visar på att det finns andra värden än makt, framgång och pengar” säger Moder Tyra Antonia. Undantag från slutenheten finns. Såväl Moder Tyra Antonia som Moder Christa har engagerat sig i motståndet mot mineralprospektering på Österlen.

### Gäster
Kyrkan i Mariavall är öppen hela dagen och gäster är välkomna att delta i nunnornas mässa och böner. Man kan även få vistas en tid i nunnornas gästrum, både troende och icke troende är välkomna. I Benediktinregeln ägnas ett långt kapitel åt gästfriheten. Systrarna vill alltid tala med nya gäster innan de tillåts komma. Man vill veta vad gästerna söker och förklara att man inte driver ett hotell utan ett kloster där det råder tystnad, också i gästmatsalen. Den som önskar det erbjuds samtal med en syster. Det är främst kvinnor man tagit emot som gäster men män kan också välkomnas. 